# Neogonodactylus lightbourni
Neogonodactylus lightbourni is een bidsprinkhaankreeftensoort uit de familie van de Gonodactylidae. De wetenschappelijke naam van de soort is voor het eerst geldig gepubliceerd in 1981 door Manning & Hart.